# 何廷魁
何廷魁（1577年9月1日—1621年），字汝谦，號觀欹，山西大同威远卫人，明朝政治人物，万历辛丑（1601年）进士。

## 生平
萬曆二十八年庚子科（1600年）舉人第七名，二十九年（1601年）辛丑科進士，都察院觀政，本年六月授泾县知縣，三十一年應天府同考，三十三年改任宁晋县。三十六年入為刑部貴州司主事，三十九年升员外郎，四十年关外审决，本年升郎中，四十一年历任歸德府、衛輝府知府，四十三年調河南府知府，四十四年升任陕西西宁副使，四十八年降黎平知府，本年迁山東按察司副使兼布政司右參議，分巡遼陽。在遼陽準備軍隊，與袁应泰多有不合，就是否要接納因飢荒前來遼陽投靠之蒙古人一事爭執不下。后瀋陽淪陷，後金大軍過河，其請半夜偷襲，袁應泰不聽。后遼陽城池淪陷，何廷魁回到公署，懷抱公印投井自殺。其妾高氏、金氏從其一同自殺，婢仆六人同死。追贈大理寺卿，謚忠愍。
何廷魁与張銓、高邦佐都是山西人，后诏书在宣武门外建造祠堂，命名“三忠”。

## 家族
曾祖何青，祖何洵，父何嚴師，王府審理，性孤介，力學能文章，與兄餘師齊名，以貢判邠州；母項氏，慈侍下。兄鍾秀、衍秀、廷秀、廷俊（選貢生）。娶劉氏。